# Gliese 710
Gliese 710 (GJ 710 / HD 168442 / BD-01 3474) es una estrella en la constelación de Serpens, la serpiente. Está situada en su cola (Serpens Cauda), al oeste de Alya (θ Serpentis), al noreste de η Serpentis y al este de Cebalrai (β Ophiuchi). Su magnitud aparente es +9,65.

## Características
Gliese 710 es una enana naranja de tipo espectral K7V con una temperatura efectiva de 4130 K. Tiene una masa de aproximadamente 0,42 masas solares, un radio de 0,67 radios solares y una luminosidad de apenas el 4,2 % de la del Sol.
Es una posible estrella variable que recibe la denominación de NSV 10635.
Aunque Gliese 710 se encuentra a unos 63,0 años luz de distancia del sistema solar, su movimiento propio, distancia y velocidad radial —basados en los últimos datos del satélite Hipparcos— indican que Gliese 710 se aproximará a 1,1 años luz (70 000 UA) de la Tierra en los próximos 1,4 millones de años. Cuando esté a la mínima distancia de la Tierra será una estrella de primera magnitud con un brillo comparable al de Antares (α Scorpii).

## Futuro
En el intervalo de tiempo de ± 10 millones de años desde el presente, Gliese 710 es la estrella cuya combinación de masa y distancia causará una mayor perturbación gravitatoria en el sistema solar. En concreto, tendrá el potencial de perturbar la nube de Oort lo suficiente como para enviar una lluvia de cometas hacia el sistema solar interior. Sin embargo, estudios recientes señalan que solo supondrá la aparición de un nuevo cometa por año y que el incremento neto en el riesgo de impacto astronómico no será detectable.